# Lista gatunków z rodzaju wiechlina
Lista gatunków z rodzaju wiechlina Poa – lista gatunków rodzaju roślin należącego do rodziny wiechlinowatych (Poaceae). Według Plants of the World Online do tego rodzaju należą 573 gatunki.
Wykaz gatunków
- Poa abbreviata R.Br.
- Poa acicularifolia Buchanan
- Poa acinaciphylla É.Desv.
- Poa acroleuca Steud.
- Poa adusta J.Presl
- Poa aequalis (Swallen & Tovar) Refulio
- Poa aequatoriensis Hack.
- Poa aequigluma Tovar
- Poa affinis R.Br.
- Poa afghanica Bor
- Poa aitchisonii Boiss.
- Poa ajanensis Prob.

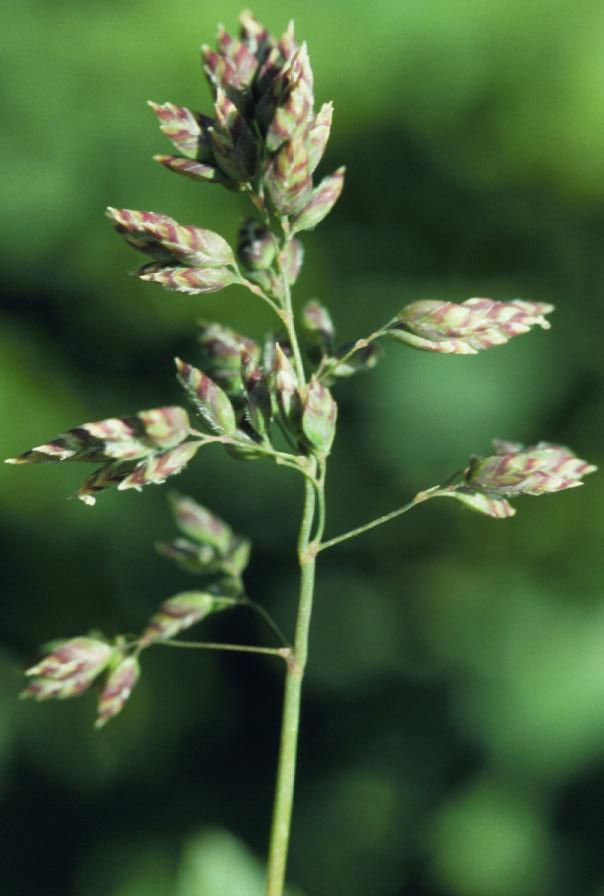
Poa alpina

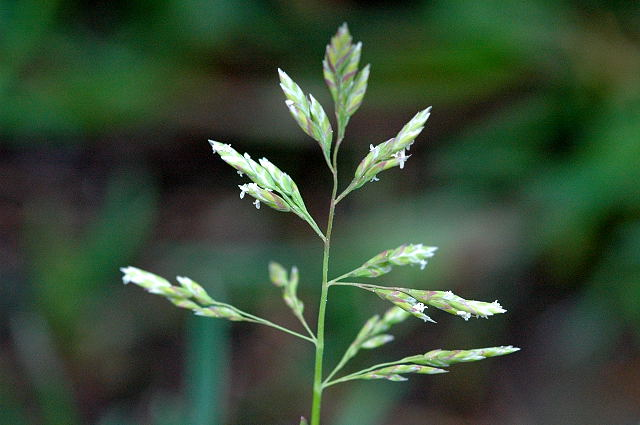
Poa annua

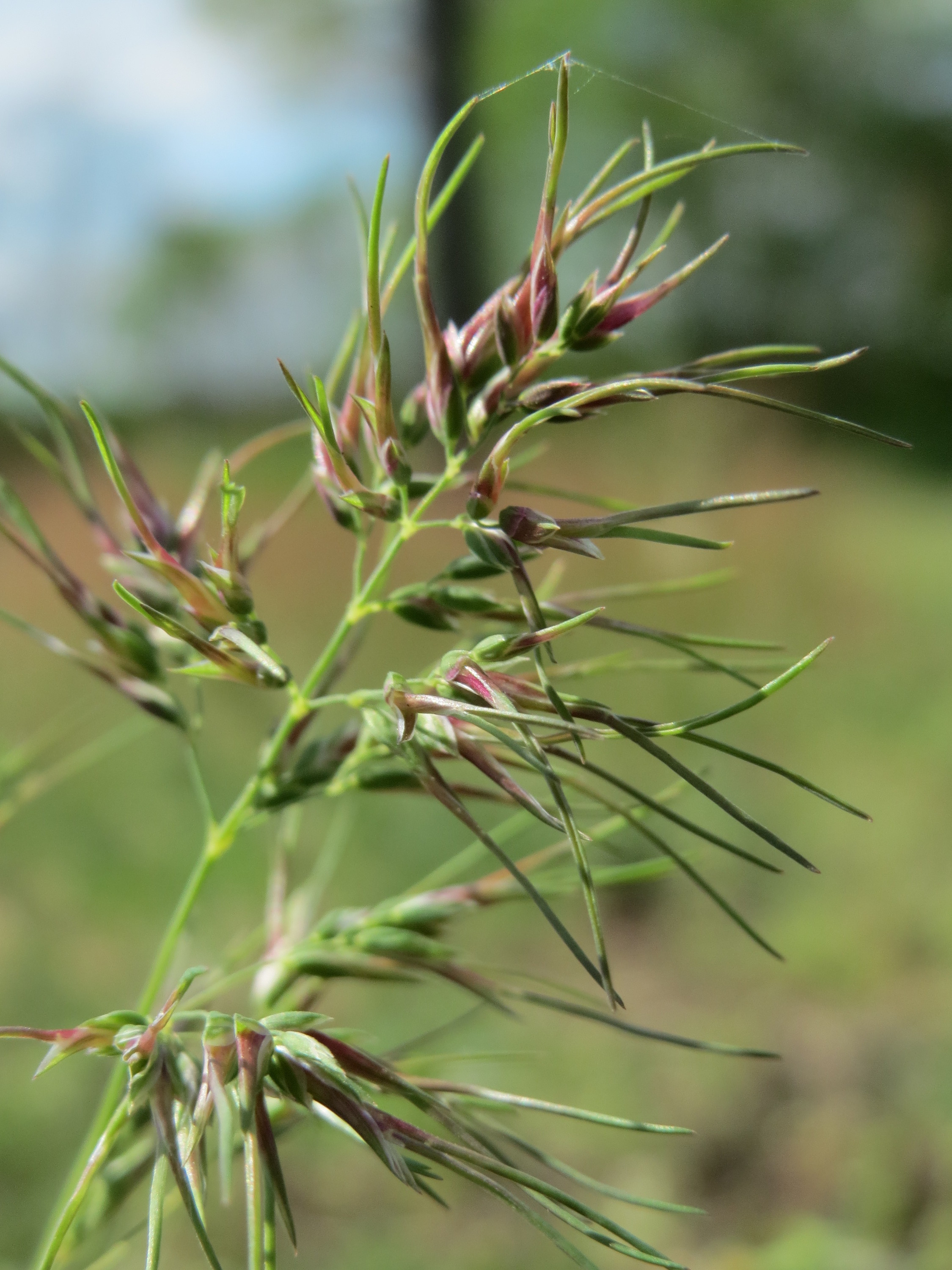
Poa bulbosa

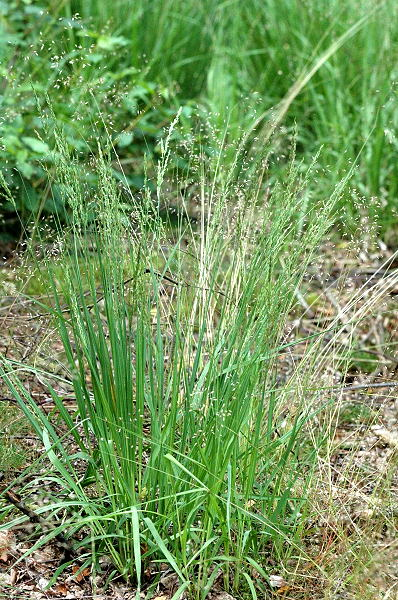
Poa chaixii

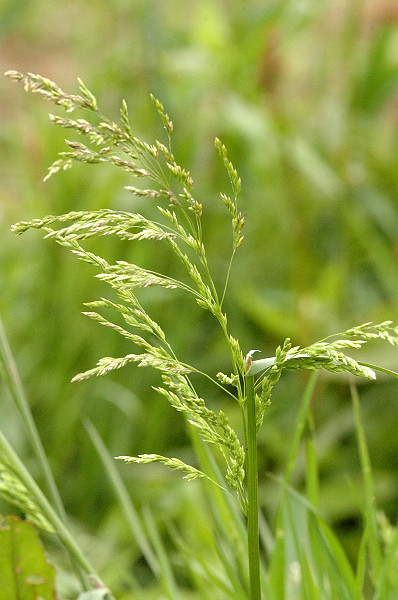
Poa compressa

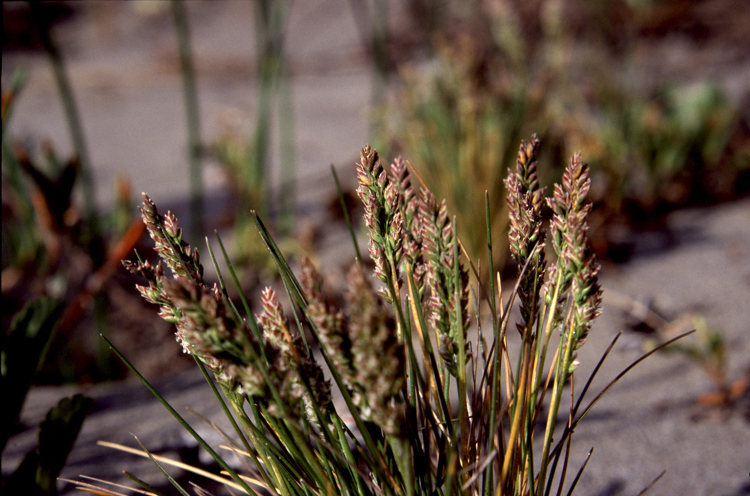
Poa confinis

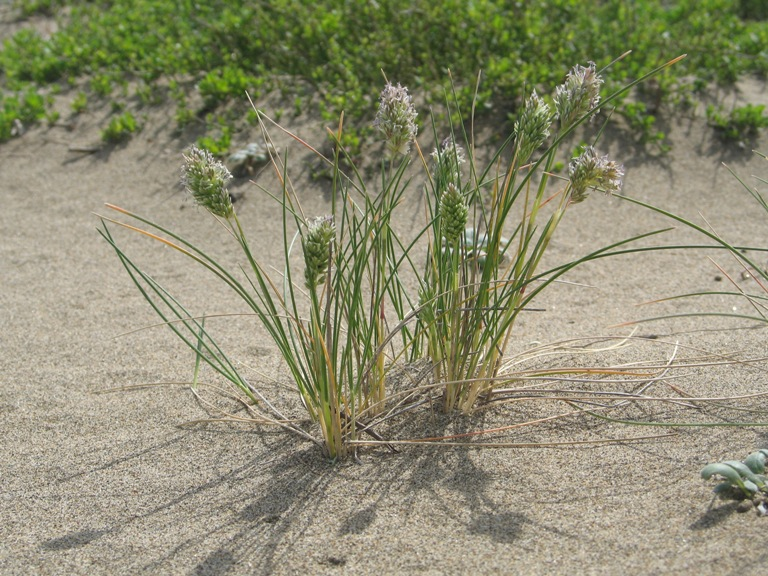
Poa douglasii

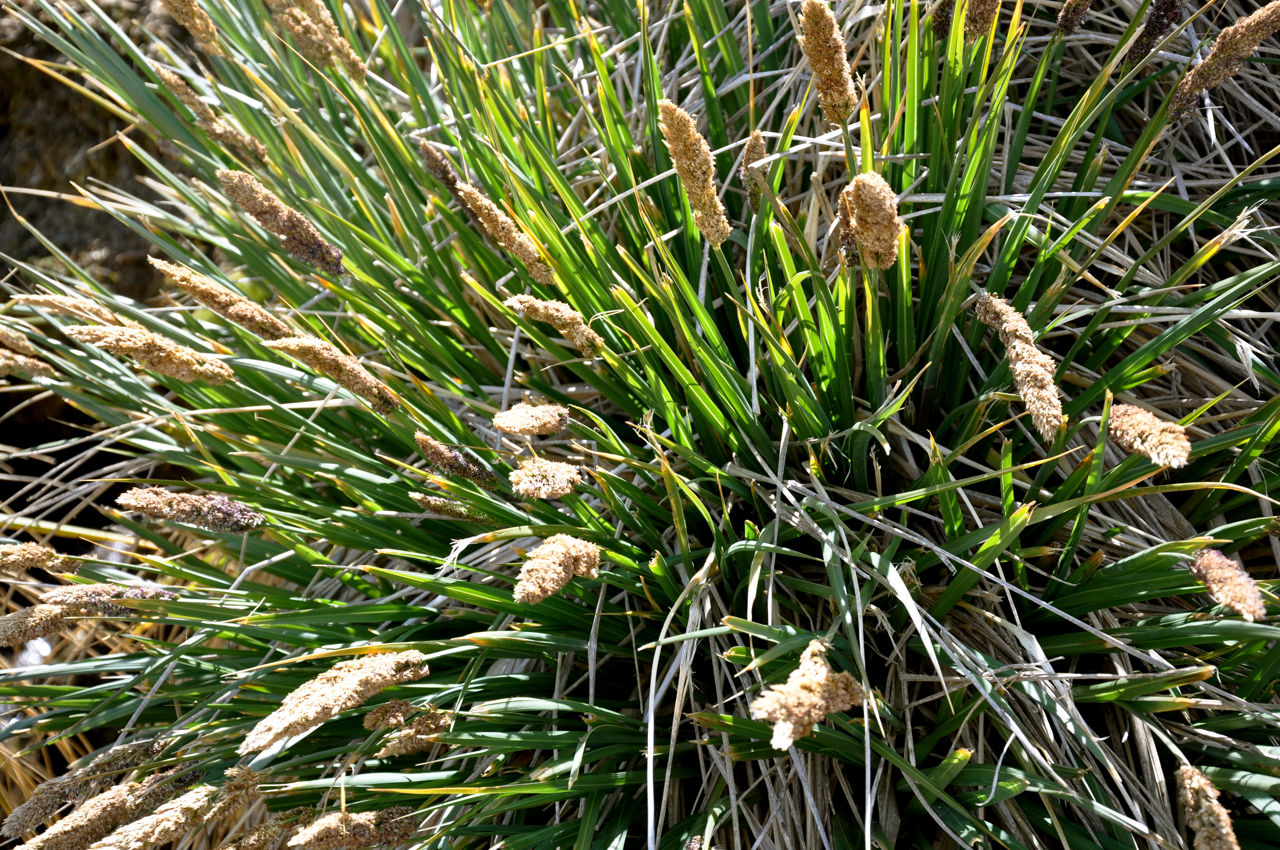
Poa flabellata

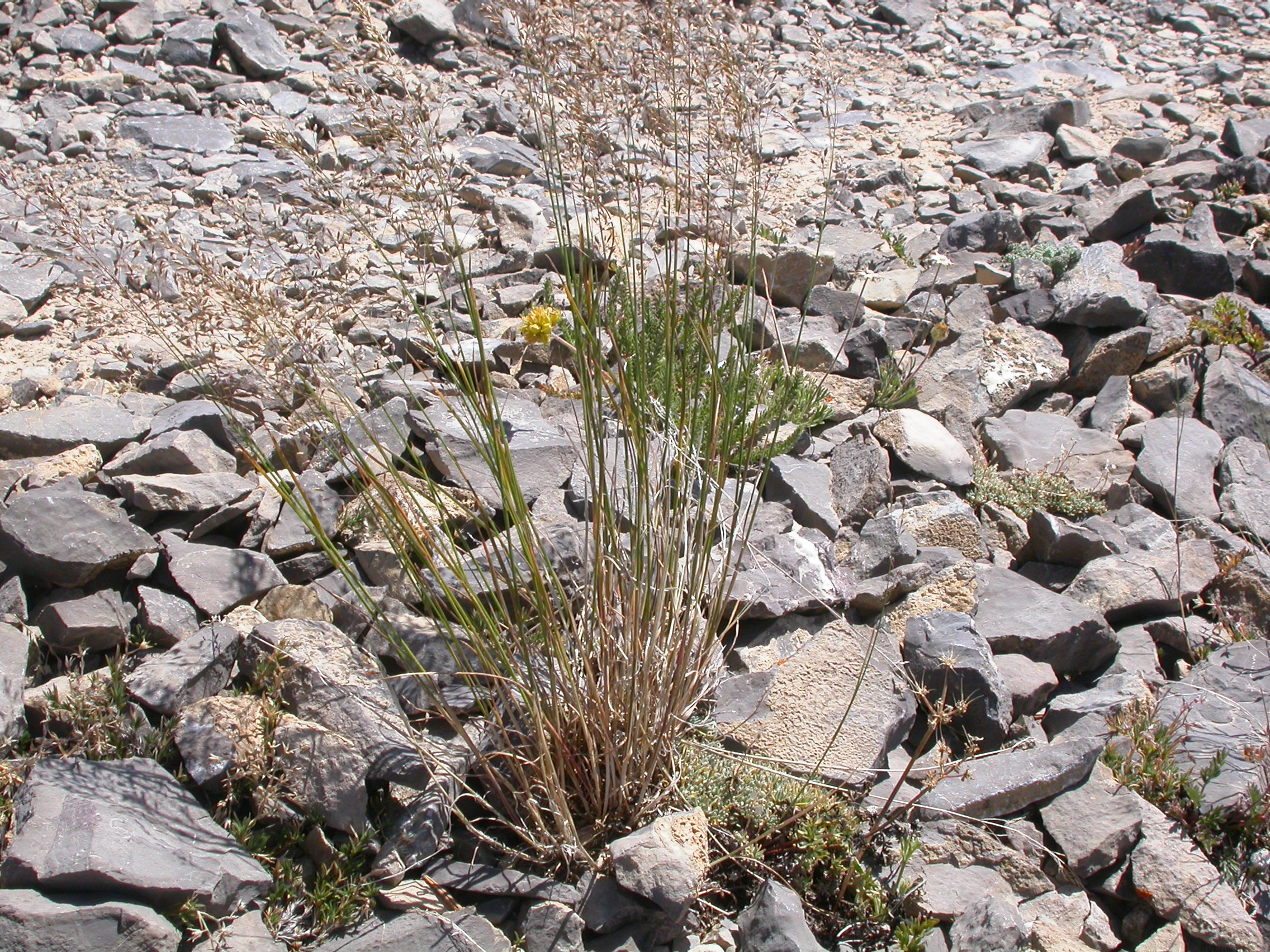
Poa interior

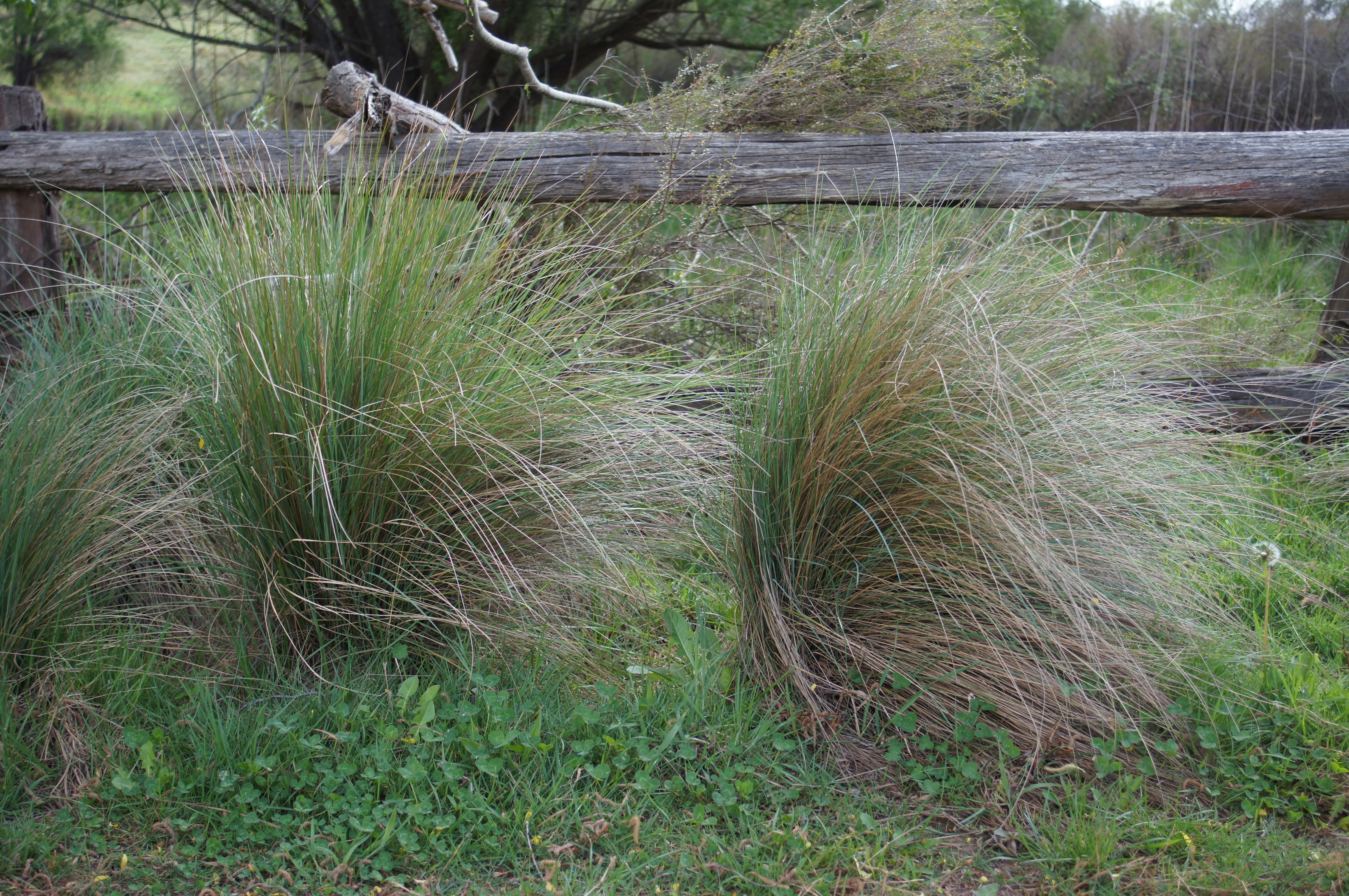
Poa labillardierei

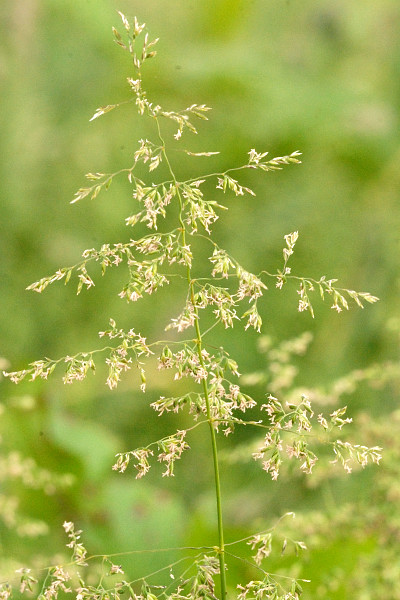
Poa nemoralis

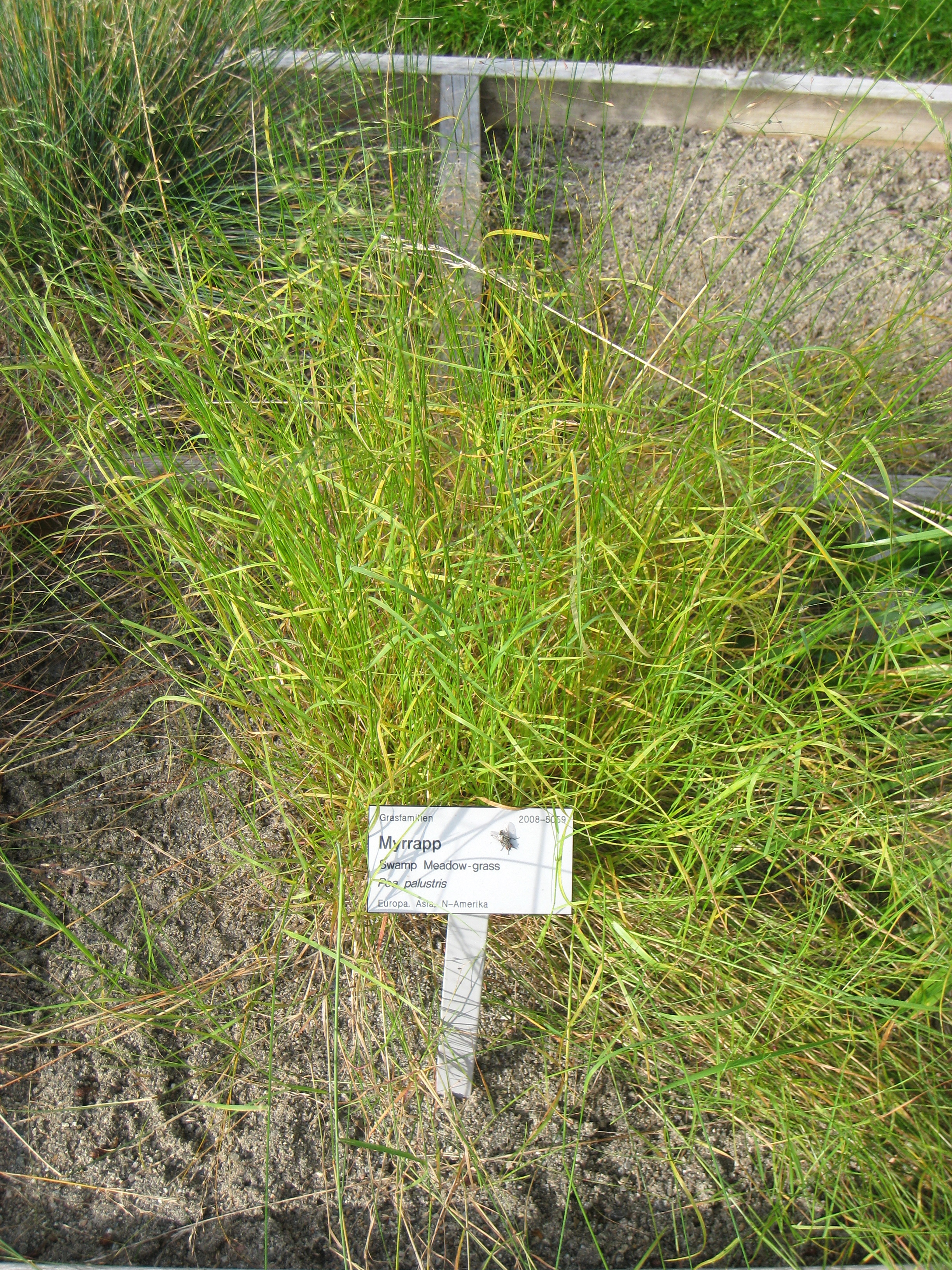
Poa palustris

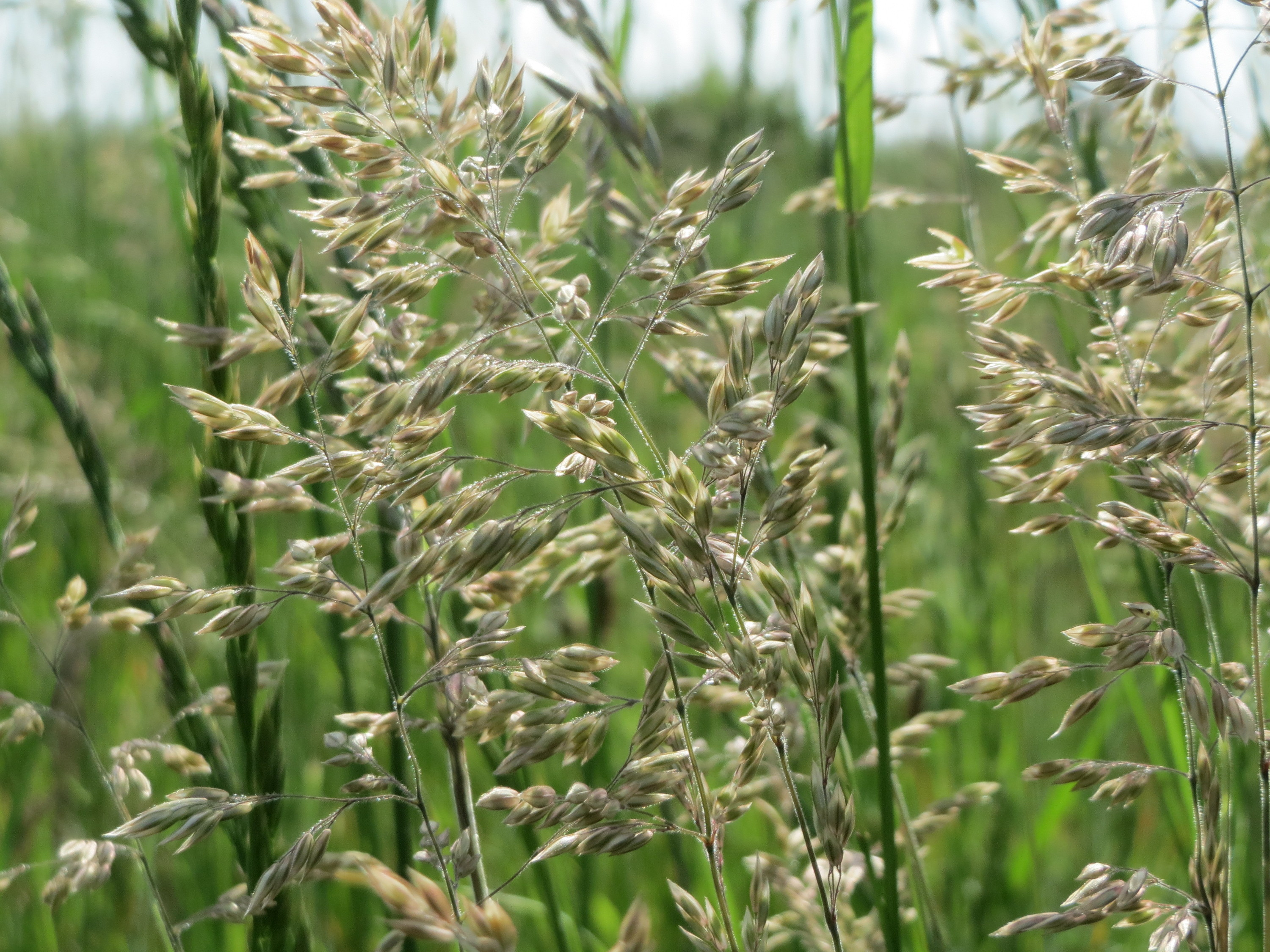
Poa pratensis

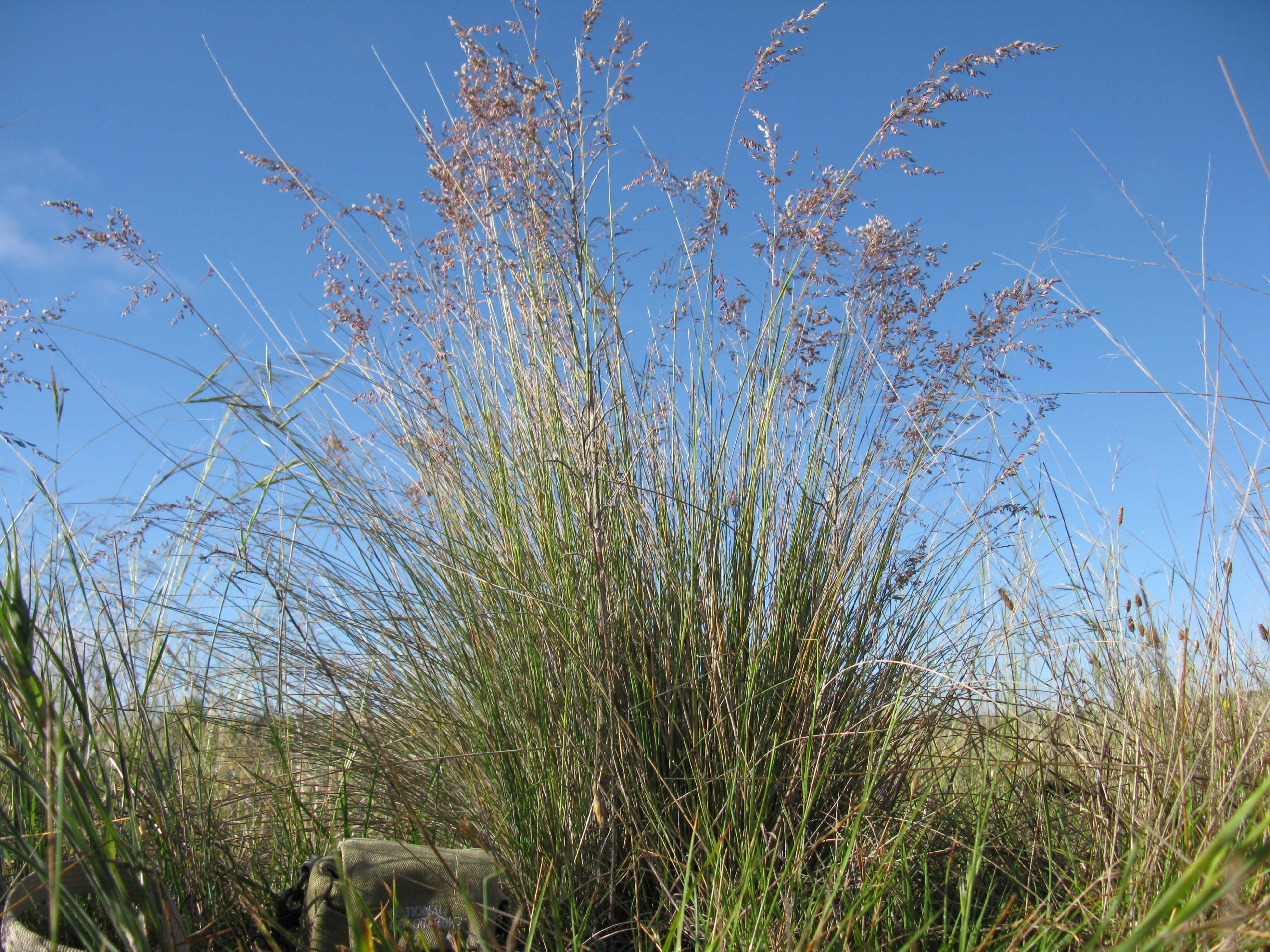
Poa sieberiana

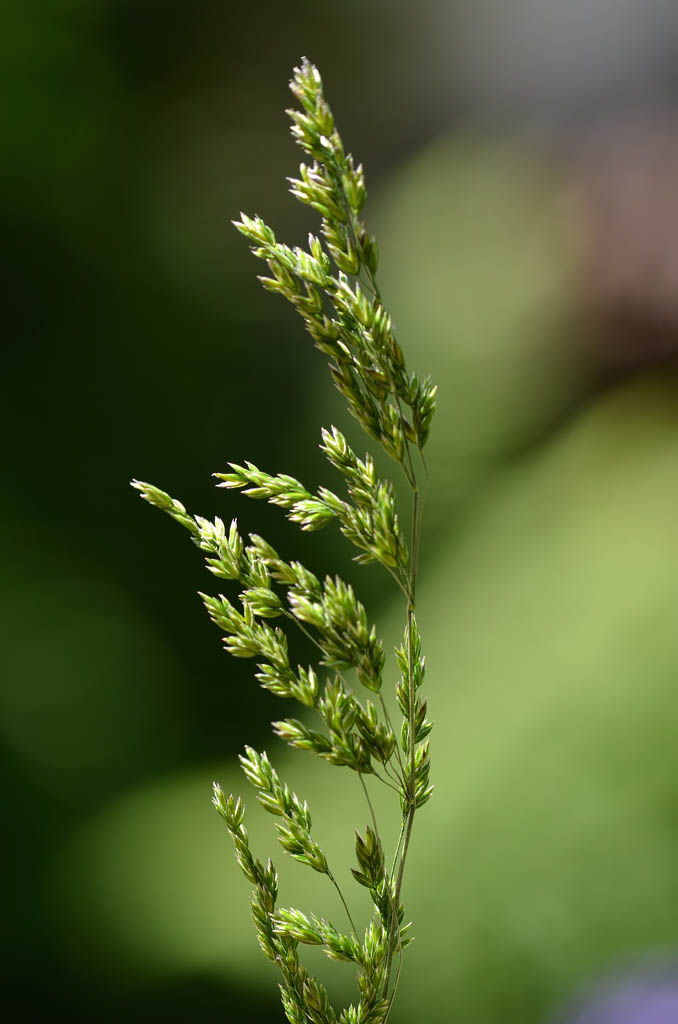
Poa trivialis

- Poa akmanii Soreng, P.Hein & H.Scholz
- Poa alberti Regel
- Poa albescens Hitchc.
- Poa × alexandrae Prob.
- Poa almasovii Golub
- Poa alopecurus (Gaudich. ex Mirb.) Kunth
- Poa alpigena Lindm.
- Poa alpina L. – wiechlina alpejska
- Poa alsodes A.Gray
- Poa alta Hitchc.
- Poa amplexicaulis C.M.Weiller & Stajsic
- Poa amplivaginata (Tovar) Refulio
- Poa amurica Prob.
- Poa anae Tovar
- Poa anceps G.Forst.
- Poa androgyna Hack.
- Poa angustifolia L. – wiechlina wąskolistna
- Poa ankaratrensis A.Camus & H.Perrier
- Poa annua L. – wiechlina roczna
- Poa antipoda Petrie
- Poa apiculata Refulio
- Poa arachnifera Torr.
- Poa araratica Trautv. – wiechlina armeńska[2]
- Poa archarensis Prob.
- Poa arctica R.Br.
- Poa arechavaletae Parodi
- Poa arida Vasey
- Poa arnowiae Soreng
- Poa arzhanensis Nosov
- Poa asirensis Cope
- Poa asperifolia Bor
- Poa astonii Petrie
- Poa atropidiformis Hack.
- Poa atropurpurea Scribn.
- Poa attalica (H.Scholz) Soreng, Cabi & L.J.Gillespie
- Poa attenuata Trin.
- Poa aucklandica Petrie
- Poa auriculata Soreng & P.M.Peterson
- Poa aurigae Veldkamp
- Poa × austrohercynica Wein
- Poa austrokurilensis Prob. & Barkalov
- Poa austrouralensis Tzvelev
- Poa autumnalis Muhl. ex Elliott
- Poa ayacuchensis Tovar
- Poa ayseniensis Hack.
- Poa babiogorensis Bernátová & Májovský & Obuch – wiechlina babiogórska
- Poa bactriana Roshev.
- Poa badensis Haenke ex Willd. – wiechlina badeńska
- Poa bajaensis Soreng
- Poa balbisii Parl.
- Poa banffiana (Soreng) Soreng & L.J.Gillespie
- Poa bergii Hieron.
- Poa beringiana Prob.
- Poa bigelovii Vasey ex Scribn.
- Poa binata Nees
- Poa binodis Keng f. ex L.Liu
- Poa bolanderi Vasey
- Poa boliviana Refulio
- Poa bomiensis C.Ling
- Poa bonariensis (Lam.) Kunth
- Poa borbonica Poir.
- Poa boreorossica Tzvelev
- Poa borneensis Jansen
- Poa bradei Pilg.
- Poa breviglumis Hook.f.
- Poa brevis Hitchc.
- Poa bricenoi Soreng & Sylvester
- Poa bromoides Vahl
- Poa buchananii Zotov
- Poa bucharica Roshev.
- Poa bulbosa L. – wiechlina cebulkowata
- Poa burmanica Bor
- Poa bussmannii H.Scholz
- Poa cabreriana Anton & Ariza
- Poa calchaquiensis Hack.
- Poa calliopsis Litv. ex Ovcz.
- Poa callosa Stapf
- Poa calycina (J.Presl) Kunth
- Poa carazensis Pilg.
- Poa carpatica (V.Jirásek) Chopik – wiechlina karpacka
- Poa caucasica Trin.
- Poa celebica Veldkamp
- Poa celsa Edgar
- Poa cenisia All. – wiechlina cenijska[2]
- Poa chaixii Vill. – wiechlina Chaixa
- Poa chamaeclinos Pilg.
- Poa chambersii Soreng
- Poa chapmaniana Scribn.
- Poa chathamica Petrie
- Poa cheelii Vickery
- Poa chirripoensis R.W.Pohl
- Poa chokensis S.M.Phillips
- Poa cita Edgar
- Poa clavigera Veldkamp
- Poa clelandii Vickery
- Poa clivicola Vickery
- Poa × coarctata Haller f. ex Gaudin
- Poa cockayneana Petrie
- Poa colensoi Hook.f.
- Poa colombiana Soreng & Sylvester
- Poa × complanata Schur
- Poa compressa L. – wiechlina spłaszczona
- Poa confinis Vasey
- Poa congesta Refulio
- Poa cookii (Hook.f.) Hook.f. – wiechlina Cooka[2]
- Poa cooperi Noltie
- Poa cordemoyi Renvoize
- Poa costiniana Vickery
- Poa crassicaudex Vickery
- Poa crassicaulis Pilg.
- Poa crassinervis Honda
- Poa cucullata Hack.
- Poa cumingii Trin.
- Poa curtifolia Scribn.
- Poa cusickii Vasey
- Poa cuspidata Nutt.
- Poa cyrenaica E.A.Durand & Barratte
- Poa czazhmensis Prob.
- Poa damavandica Assadi & Kavousi
- Poa darwiniana Parodi
- Poa davisii Bor
- Poa deminuta Refulio
- Poa densa Troitsky
- Poa denticulata Hack.
- Poa dentigluma Tovar
- Poa denudata Steud.
- Poa diaboli Soreng & Keil
- Poa diaphora Trin.
- Poa × digena Melderis
- Poa dimorphantha Murb.
- Poa dipsacea Petrie
- Poa disjecta Ovcz.
- Poa dissanthelioides Tovar
- Poa diversifolia (Boiss. & Balansa) Hack. ex Boiss.
- Poa dolichophylla Hack.
- Poa dolosa Boiss. & Heldr.
- Poa douglasii Nees
- Poa dozyi Veldkamp
- Poa drummondiana Nees
- Poa dudkinii Prob.
- Poa durifolia Giussani, Nicora & Roig
- Poa dzongicola Noltie
- Poa egorovae Tzvelev
- Poa eleanorae Bor
- Poa ensiformis Vickery
- Poa epileuca (Stapf) Stapf
- Poa erectifolia Hitchc.
- Poa exigua Hook.f.
- Poa faberi Rendle
- Poa falconeri Hook.f.
- Poa fauriei Hack.
- Poa fawcettiae Vickery
- Poa fax J.H.Willis & Court
- Poa fendleriana (Steud.) Vasey
- Poa ferreyrae Tovar
- Poa fibrifera Pilg.
- Poa × figertii Gerhardt
- Poa filiculmis Roshev.
- Poa finitima T.Koyama
- Poa fischeri Prob.
- Poa flabellata (Lam.) Raspail
- Poa flaccidula Boiss. & Reut.
- Poa flexuosa Sm.
- Poa foliosa (Hook.f.) Hook.f.
- Poa fordeana F.Muell.
- Poa × fossae-rusticorum Wein
- Poa fragilis Ovcz.
- Poa gamblei Bor
- Poa gammieana Hook.f.
- Poa × gandogeri Fedde
- Poa garhwalensis D.C.Nautiyal & R.D.Gaur
- Poa × gaspensis Fernald
- Poa gayana É.Desv.
- Poa gigantea (Tovar) Refulio
- Poa gilgiana Pilg.
- Poa glaberrima Tovar
- Poa glauca Vahl – wiechlina sina
- Poa gnutikovii Prob.
- Poa golestanensis H.Scholz & Akhani
- Poa grandis Hand.-Mazz.
- Poa granitica Braun-Blanq. – wiechlina granitowa
- Poa greuteri Gabrieljan
- Poa grisebachii R.E.Fr.
- Poa guadianensis (F.M.Vázquez) F.M.Vázquez
- Poa gunnii Vickery
- Poa gymnantha Pilg.
- Poa hachadoensis Nicora
- Poa hackelii Post
- Poa hakusanensis Hack.
- Poa halmaturina J.M.Black
- Poa hartzii Gand.
- Poa harveyi Chrtek
- Poa hedbergii S.M.Phillips
- Poa helenae Veldkamp
- Poa helmsii Vickery
- Poa hentyi Veldkamp
- Poa × herjedalica Harry Sm.
- Poa hesperia Edgar
- Poa hideaki-ohbae Rajbh.
- Poa hiemata Vickery
- Poa hieronymi Hack.
- Poa himalayana Nees ex Steud.
- Poa hirtiglumis Hook.f.
- Poa hisauchii Honda
- Poa hissarica Roshev.
- Poa hitchcockiana Soreng & P.M.Peterson
- Poa holciformis J.Presl
- Poa homomalla Nees
- Poa hookeri Vickery
- Poa horridula Pilg.
- Poa hothamensis Vickery
- Poa howellii Vasey & Scribn.
- Poa huancavelicae Tovar
- Poa hubbardiana Parodi
- Poa huecu Parodi
- Poa humilis Ehrh. ex Hoffm. – wiechlina równoplewa
- Poa humillima Pilg.
- Poa hybrida Gaudin
- Poa hylobates Bor
- Poa hypsinephes Veldkamp
- Poa ibarii Phil.
- Poa iberica Fisch., C.A.Mey. & Avé-Lall.
- Poa iconia Azn.
- Poa igoshinae Tzvelev
- Poa imbecilla Biehler
- Poa imperialis Bor
- Poa inconspicua Veldkamp
- Poa induta Vickery
- Poa infirma Kunth
- Poa interior Rydb.
- Poa × intricata Wein
- Poa intrusa Edgar
- Poa iridifolia Hauman
- Poa irkutica Roshev.
- Poa janaensis Prob.
- Poa jansenii Veldkamp
- Poa jaunsarensis Bor
- Poa × jemtlandica (Almq.) K.Richt.
- Poa jeremiadis Veldkamp
- Poa jubata A.Kern.
- Poa jugicola D.I.Morris
- Poa × jurassica Chrtek & V.Jirásek
- Poa kabalanica Prob.
- Poa kamczatensis Prob.
- Poa keckii Soreng
- Poa kelloggii Vasey
- Poa kengii Olonova & Sylvester
- Poa kenteica N.R.Ivanov
- Poa kerguelensis (Hook.f.) Steud.
- Poa keysseri Pilg.
- Poa khasiana Stapf
- Poa khokhrjakovii Prob.
- Poa kilimanjarica (Hedberg) Markgr.-Dann.
- Poa kirkii Buchanan
- Poa klokovii Tzvelev
- Poa koelzii Bor
- Poa koksuensis Golosk.
- Poa kolymensis Tzvelev
- Poa korshinskyi Tzvelev
- Poa krasnoborovii Stepanov
- Poa kronokensis Prob.
- Poa krylovii Reverd.
- Poa kuborensis Veldkamp
- Poa kulikovii Tzvelev
- Poa kurdistanica Chrtek & Hadac
- Poa kurtzii R.E.Fr.
- Poa kurynica Prob.
- Poa labillardierei Steud.
- Poa lachenensis Noltie
- Poa laegaardiana Soreng & P.M.Peterson
- Poa laetevirens R.E.Fr.
- Poa lamii Jansen
- Poa lanata Scribn. & Merr.
- Poa langtangensis Melderis
- Poa languidior Hitchc.
- Poa lanigera Nees
- Poa lanuginosa Poir.
- Poa lavrenkoi Kuczerov
- Poa laxa Haenke – wiechlina wiotka
- Poa laxiflora Buckley
- Poa lebedevae Usupbaev
- Poa legionensis (Laínz) Fern.Casas & M.Laínz
- Poa lehoueroui Dobignard & Portal
- Poa leibergii Scribn.
- Poa lepidula (Nees & Meyen) Soreng & L.J.Gillespie
- Poa leptalea Veldkamp
- Poa leptoclada Hochst. ex A.Rich.
- Poa leptocoma Trin.
- Poa lettermanii Vasey
- Poa levitskyi Nosov
- Poa lhasaensis Bor
- Poa ligularis Nees ex Steud.
- Poa ligulata Boiss.
- Poa lilloi Hack.
- Poa × limosa Scribn. & T.A.Williams
- Poa lindebergii Tzvelev
- Poa lindsayi Hook.f.
- Poa linearifolia Refulio
- Poa lipskyi Roshev.
- Poa litorosa Cheeseman
- Poa liuliangii Olonova & Sylvester
- Poa longifolia Trin.
- Poa longii Noltie
- Poa longiramea Hitchc.
- Poa × longriensis Prob. & Barkalov
- Poa lowanensis N.G.Walsh
- Poa lunata Chase
- Poa macrantha Vasey
- Poa macroanthera D.F.Cui
- Poa macrocalyx Trautv. & C.A.Mey.
- Poa macusaniensis (E.H.L.Krause) Refulio
- Poa madecassa A.Camus
- Poa × magadanensis Prob.
- Poa magadanica Kuvaev
- Poa magellensis F.Conti & Bartolucci
- Poa maia Edgar
- Poa mairei Hack.
- Poa maniototo Petrie
- Poa mannii Munro ex Hillebr.
- Poa mansfieldii Otting & B.L.Wilson
- Poa marcida Hitchc.
- Poa margilicola Bernátová & Májovský
- Poa markgrafii H.Hartmann
- Poa maroccana Nannf.
- Poa marshallii Tovar
- Poa masenderana Freyn & Sint.
- Poa matris-occidentalis P.M.Peterson & Soreng
- Poa matsumurae Hack.
- Poa matthewsii Petrie
- Poa megalantha (Parodi) Herter
- Poa meionectes Vickery
- Poa menachensis Schweinf.
- Poa mendocina Nicora & F.A.Roig
- Poa millii Soreng, Cabi & L.J.Gillespie
- Poa minimiflora Stapf
- Poa minor Gaudin
- Poa mireniana N.G.Walsh & K.L.McDougall
- Poa moabitica Bor
- Poa molinerii Balb. – wiechlina Molineriego
- Poa mollis Vickery
- Poa morrisii Vickery
- Poa mucuchachensis Luces
- Poa muktinathensis Rajbh.
- Poa mulalensis Kunth
- Poa mulleri Swallen
- Poa multinodis Chase
- Poa × multnomae Piper
- Poa muricata Veldkamp
- Poa mustangensis Rajbh.
- Poa myriantha Hack.
- Poa nankoensis Ohwi
- Poa × nannfeldtii (H.Scholz ex Val.N.Tikhom.) Nosov
- Poa napensis Beetle
- Poa navashinii Nosov
- Poa × nematophylla Rydb.
- Poa nemoraliformis Roshev.
- Poa nemoralis L. – wiechlina gajowa
- Poa nepalensis (Wall. ex Griseb.) Duthie
- Poa nephelochloides (Roshev.) Soreng, Cabi & L.J.Gillespie
- Poa nervosa (Hook.) Vasey
- Poa nitidespiculata Bor
- Poa nivicola Ridl.
- Poa × nobilis Skalinska – wiechlina tatrzańska
- Poa novae-zelandiae Hack.
- Poa novarae Reichardt
- Poa nubensis Giussani, Fern.Pepi & Morrone
- Poa nubigena Keng f. ex L.Liu
- Poa nyaradyana Nannf.
- Poa obvallata Steud.
- Poa occidentalis (Vasey) Vasey
- Poa ogamontana Mochizuki
- Poa olajensis Prob.
- Poa olonovae Tzvelev
- Poa opinata Veldkamp
- Poa orba N.G.Walsh
- Poa orientisibirica Olonova
- Poa orizabensis Hitchc.
- Poa orthoclada N.G.Walsh
- Poa orthophylla Pilg.
- Poa paczoskii Tzvelev
- Poa pagophila Bor
- Poa palmeri Soreng & P.M.Peterson
- Poa paludigena Fernald & Wiegand
- Poa palustris L. – wiechlina błotna
- Poa pannonica A.Kern. – wiechlina pannońska[2]
- Poa paposana Phil.
- Poa papuana Stapf
- Poa parva Veldkamp
- Poa parvifolia Refulio
- Poa pattersonii Vasey
- Poa pauciflora Roem. & Schult.
- Poa paucispicula Scribn. & Merr.
- Poa × pawlowskii V.Jirásek
- Poa pearsonii Reeder
- Poa pedersenii Nicora
- Poa pentapolitana H.Scholz
- Poa perconcinna J.R.Edm.
- Poa perennis Keng ex Keng f.
- Poa perligulata Pilg.
- Poa perrieri A.Camus
- Poa persica Trin.
- Poa petrophila Vickery
- Poa petrosa Swallen
- Poa pfisteri Soreng
- Poa phillipsiana Vickery
- Poa physoclina N.G.Walsh
- Poa pilata Chase
- Poa pilcomayensis Hack.
- Poa pitardiana H.Scholz
- Poa planifolia Kuntze
- Poa platyantha Kom.
- Poa plicata Hack.
- Poa poiformis (Labill.) Druce
- Poa polycolea Stapf
- Poa polyneura Bor
- Poa × poppelwellii Petrie
- Poa populetorum Prob.
- Poa porphyroclados Nees
- Poa pratensis L. – wiechlina łąkowa
- Poa prichardii Rendle
- Poa primae Tzvelev
- Poa pringlei Scribn.
- Poa pseudamoena Bor
- Poa pseudoabbreviata Roshev.
- Poa pseudoattenuata Prob.
- Poa pseudobulbosa Bor
- Poa pseudoradula Prob.
- Poa pseudoschimperiana Chiov.
- Poa pulviniformis (Veldkamp) Veldkamp
- Poa pumila Host
- Poa pumilio Hochst.
- Poa pusilla Berggr.
- Poa pygmaea Buchanan
- Poa qinghaiensis Soreng & G.H.Zhu
- Poa quadrata Veldkamp
- Poa radula Franch. & Sav.
- Poa raduliformis Prob.
- Poa ragonesei Nicora
- Poa rajbhandarii Noltie
- Poa ramifera Soreng & P.M.Peterson
- Poa ramoniana Soreng & Sylvester
- Poa ramosissima Hook.f.
- Poa rauhii (Swallen & Tovar) Refulio
- Poa reclinata (Swallen) Soreng & P.M.Peterson
- Poa reflexa Vasey & Scribn.
- Poa rehmannii (Asch. & Graebn.) K.Richt.
- Poa reitzii Swallen
- Poa remota Forselles – wiechlina odległokłosa
- Poa resinulosa Nees ex Steud.
- Poa rhadina Bor
- Poa rhizomata Hitchc.
- Poa rigidula Veldkamp
- Poa riphaea (Asch. & Graebn.) Fritsch
- Poa rodwayi Vickery
- Poa royleana Nees ex Steud.
- Poa ruprechtii Peyr.
- Poa ruwenzoriensis Robyns & Tournay
- Poa × sachalinensis (Koidz.) Honda
- Poa saksonovii Tzvelev
- Poa salinostepposa Prob.
- Poa sallacustris N.G.Walsh
- Poa saltuensis Fernald & Wiegand
- Poa sanchez-vegae Soreng & P.M.Peterson
- Poa sandvicensis (Reichardt) Hitchc.
- Poa × sanionis Asch. & Graebn.
- Poa scaberula Hook.f.
- Poa scabrivaginata Tovar
- Poa schimperiana Hochst. ex A.Rich.
- Poa schistacea Edgar & Connor
- Poa schizantha Parodi
- Poa schmidtiana Prob. & Barkalov
- Poa schoenoides Phil.
- Poa × sclerocalamos Facchini ex Ambrosi
- Poa secunda J.Presl
- Poa sejuncta Bernátová & Májovský & Obuch
- Poa seleri Pilg.
- Poa sellovii Nees
- Poa senex Edgar
- Poa serpana Refulio
- Poa setulosa Bor
- Poa shumushuensis Ohwi
- Poa sibirica Roshev.
- Poa sichotensis Prob.
- Poa sieberiana Spreng.
- Poa sierrae J.T.Howell
- Poa sikkimensis (Stapf) Bor
- Poa simensis Hochst. ex A.Rich.
- Poa sinaica Steud.
- Poa sintenisii H.Lindb.
- Poa siphonoglossa Hack.
- Poa smirnowii Roshev.
- Poa spania Edgar & Molloy
- Poa speluncarum J.R.Edm.
- Poa sphondylodes Trin.
- Poa spiciformis (Steud.) Hauman & Parodi
- Poa spicigera Tovar
- Poa stapfiana Bor
- Poa stebbinsii Soreng
- Poa stellaris Veldkamp
- Poa stenantha Trin.
- Poa sterilis M.Bieb.
- Poa stewartiana Bor
- Poa stiriaca Fritsch & Hayek – wiechlina styryjska
- Poa strictiramea Hitchc.
- Poa stuckertii (Hack.) Parodi
- Poa suavis Veldkamp
- Poa subinsignis Prob.
- Poa sublanata Reverd.
- Poa sublimis Edgar
- Poa subspicata (J.Presl) Kunth
- Poa subvestita (Hack.) Edgar
- Poa sudicola Edgar
- Poa sugawarae Ohwi
- Poa suksdorfii (Beal) Piper
- Poa sunbisinii Soreng & G.H.Zhu
- Poa superlanata Prob.
- Poa supina Schrad. – wiechlina niska
- Poa swallenii Refulio
- Poa sylvestris A.Gray
- Poa szechuensis Rendle
- Poa takasagomontana Ohwi
- Poa talamancae R.W.Pohl
- Poa talikensis Prob. & Barkalov
- Poa tanfiljewii Roshev.
- Poa tangii Hitchc.
- Poa × taurica H.N.Pojark.
- Poa tayacajaensis Soreng & Sylvester
- Poa telata Veldkamp
- Poa tenera F.Muell. ex Hook.f.
- Poa tenerrima Scribn.
- Poa tenkensis Prob.
- Poa tennantiana Petrie
- Poa tenuicula Ohwi
- Poa teretifolia Renvoize
- Poa thessala Boiss. & Orph.
- Poa thomasii Refulio
- Poa tianschanica (Regel) Hack. ex O.Fedtsch.
- Poa timoleontis Heldr. ex Boiss.
- Poa tolmatchewii Roshev.
- Poa tonsa Edgar
- Poa tovarii Soreng
- Poa trachyantha Hack.
- Poa trachyphylla Pilg.
- Poa tracyi Vasey
- Poa trichophylla Boiss.
- Poa tricolor Nees ex Steud.
- Poa trinervis (Hack.) C.Monod ex P.Royen
- Poa triodioides (Trin.) Zotov
- Poa trivialiformis Kom.
- Poa trivialis L. – wiechlina zwyczajna
- Poa trollii (Pilg.) Refulio
- Poa tuberifera Faurie ex Hack.
- Poa tucumana Parodi
- Poa tuonnachensis Prob. & Barkalov
- Poa turgensis Prob.
- Poa tuvinensis Prob.
- Poa tzvelevii Prob.
- Poa × tzyrenovae Prob.
- Poa ullungdoensis I.C.Chung
- Poa umbricola Vickery
- Poa umbrosa Trin.
- Poa unilateralis Scribn. ex Vasey
- Poa unispiculata Davidse, Soreng & P.M.Peterson
- Poa ursina Velen.
- Poa urssulensis Trin.
- Poa urubambensis Sylvester & Soreng
- Poa uruguayensis Parodi
- Poa ussuriensis Roshev.
- Poa uzonica Prob.
- Poa vaginata Pamp.
- Poa verae Prob.
- Poa veresczaginii Tzvelev
- Poa versicolor Besser
- Poa vorobievii Prob.
- Poa vvedenskyi Drobow
- Poa wallowensis Soreng
- Poa wardiana Bor
- Poa wendtii Soreng & P.M.Peterson
- Poa wheeleri Vasey
- Poa wilhelminae Veldkamp
- Poa × wippraensis Wein
- Poa wisselii Jansen
- Poa wolfii Scribn.
- Poa xenica Edgar & Connor
- Poa xingkaiensis Y.X.Ma
- Poa yaganica Speg.
- Poa yatsugatakensis Honda
- Poa zhirmunskii Prob.
- Poa zhongdianensis L.Liu